# Харцизька
Харцизька — річка у Бойківському та Новоазовському районах Донецької області, права притока Грузького Єланчика (басейн Азовського моря).

## Опис
Довжина річки 38  км., похил річки — 2,4 м/км. Формується з багатьох безіменних струмків та водойм. Площа басейну 265 км².

## Розташування
Харцизька бере початок на південній стороні від селища Бойківське. Тече на південний схід і між селами Козлівка та Гусельщикове впадає у річку Грузький Єланчик.